# Retortamonadida
Die Retortamonadida sind eine Gruppe von Protisten, die zu den Excavata gehören. Sie besteht aus nur zwei Gattungen, die meisten Arten leben als Kommensalen, einige wenige sind Krankheitserreger.

## Merkmale
Alle Arten sind relativ klein, meist zwischen 5 und 20 Mikrometer und besitzen unter der Zelloberfläche ein Korsett aus Mikrotubuli, das bei einigen Retortamomas-Arten wieder verloren gegangen ist. Mitochondrien fehlen ebenso wie ein Golgi-Apparat. Sie weisen einen großen taschenartigen Zellmund (Cytostom) und vier Kinetosomen auf, die entweder kreuzweise oder paarweise am zellkernnahen Ende der Zelle angeordnet sind. Jedem Kinetosomenpaar entspringt bei Retortamonas eine Geißel, in der Gattung Chilomastix zwei.
Seitlich liegt deutlich ausgeprägt die charakteristische Mundgrube der Excavata, die im Mittelteil durch zwei einander überlappende „Lippen“ überdeckt wird. Durch die sich so ergebende Röhre verläuft eine stets über dem Ansatz des Zellmunds ansetzende Geißel, die im Querschnitt sternförmig dreiflügelig ist. Durch ihre Bewegung führt sie Nährstoffteilchen an den eigentlichen Zellmund heran, die anderen Geißeln dienen als Schwimmhilfen.

## Lebensweise
Alle Arten – bis auf Chilomastix cuspidata – sind Endobionten und besiedeln die Gedärme von Wirbeltieren wie Wirbellosen. Dort leben sie als Kommensalen oder Parasiten. Als Lebensstadien kennt man Trophozoiten und Cysten mit nur einem Zellkern, ob sexuelle Vermehrung existiert, ist nicht bekannt.
Soweit ihre Vertreter überhaupt Krankheitserreger sind, sind sie nur schwach pathogen. Nachgewiesen ist Durchfall bei Menschen durch Chilomastix mesnili und bei Haushühnern durch Chilomastix gallinarum. Retortamonas intestinalis lebt als harmloser Kommensale im Menschen.

## Systematik
Die Position der Retortamonadida variierte häufig, meist wurden sie jedoch als eigene Klasse bzw. Ordnung in die Nähe der Diplomonadida gestellt, als deren Schwestergruppe sie heute eingestuft wird. Molekulargenetischen Untersuchungen zufolge ist die Gruppe jedoch polyphyletisch, eventuell aufgrund fehlerhafter Platzierung einzelner Retortamonas-Arten.
Sie besteht aus nur zwei Gattungen (Arten nach bzw.):
- Retortamonas
  - Retortamonas agilis
  - Retortamonas alexeieffi
  - Retortamonas arae
  - Retortamonas belostomae
  - Retortamonas blattae
  - Retortamonas boae
  - Retortamonas bradypi
  - Retortamonas caudatus
  - Retortamonas caviae
  - Retortamonas cheloni
  - Retortamonas cuniculi
  - Retortamonas dobelli
  - Retortamonas gryllotalpae
  - Retortamonas hodotermitis
  - Retortamonas intestinalis
  - Retortamonas kirbii
  - Retortamonas masoodi
  - Retortamonas mitrula
  - Retortamonas ovis
  - Retortamonas pericopti
  - Retortamonas phyllophagae
  - Retortamonas saurarum
  - Retortamonas sinensis
  - Retortamonas termitis
  - Retortamonas testudae
  - Retortamonas wenrichi

- Chilomastix
  - Chilomastix aulastomi
  - Chilomastix bandicooti
  - Chilomastix bettencourti
  - Chilomastix bocis
  - Chilomastix bursa
  - Chilomastix caprae
  - Chilomastix caulleryi
  - Chilomastix cuniculi
  - Chilomastix cuspidata
  - Chilomastix equi
  - Chilomastix gallinarum
  - Chilomastix gigantea
  - Chilomastix hemidactyli
  - Chilomastix hyderabadensis
  - Chilomastix indica
  - Chilomastix instabilis
  - Chilomastix intestinalis
  - Chilomastix kudoi
  - Chilomastix magna
  - Chilomastix mediterraneus
  - Chilomastix megamorpha
  - Chilomastix mesnili
  - Chilomastix motellae
  - Chilomastix muris
  - Chilomastix nigricollisi
  - Chilomastix oblonga
  - Chilomastix palmari
  - Chilomastix quadrii
  - Chilomastix rosenbuchi
  - Chilomastix wenrichi
  - Chilomastix undulata

## Nachweise
- Klaus Hausmann, Norbert Hülsmann, Renate Radek: Protistology, 3. Aufl., Schweizerbart, 2003, S. 46, ISBN 3-510-65208-8